# Погребняк Яків Петрович
Я́ків Петро́вич Погребня́к (6 квітня 1928, село Нижче Солоне, тепер Борівського району Харківської області — 18 травня 2016, місто Київ) — український радянський і партійний діяч. Член Ревізійної комісії ЦК КП України (1961—1966), член ЦК КП України (1966—1990), кандидат у члени Політичного бюро ЦК КП України (1971—1990). Кандидат у члени ЦК КПРС (1971—1990). Депутат Верховної Ради УРСР 6-го і 9—11-го скликань. Депутат Верховної Ради СРСР 7—8-го скликань. Академік Академії наук суднобудування України. Почесний громадянин міста Краматорськ.

## Біографія
Народився 6 квітня 1928 року в селі Нижче Солоне Борівського району на Харківщині в селянській родині.
Після війни закінчив школу, а у 1949 році — Артемівський кераміко-механічний технікум Сталінської області. Навчався на металургійному факультеті Донецького індустріального інституту, який закінчив у 1954 році. Член КПРС з 1953 року.
З 1954 року працював майстром, старшим майстром механічного цеху, старшим інженером-технологом, виконувачем обов'язків начальника дільниці механічного цеху № 7 Новокраматорського машинобудівного заводу міста Краматорська Сталінської області, працював в заводській парторганізації.
З 1957 року на партійній роботі: в 1957—1959 роках — секретар, у 1959—1960 роках — 2-й секретар, у 1960—1962 роках — 1-й секретар Краматорського міського комітету КП України Сталінської області.
У серпні 1962 — січні 1963 року — 2-й секретар Донецького обласного комітету КП України.
8 січня 1963 — 14 грудня 1964 року — 1-й секретар Полтавського промислового обласного комітету КПУ. 14 грудня 1964 — січень 1966 року — 2-й секретар Полтавського обласного комітету КП України.
25 січня 1966 — 6 березня 1969 року — 1-й секретар Івано-Франківського обласного комітету Компартії України.
5 березня 1969 — 27 березня 1971 року — 1-й секретар Миколаївського обласного комітету Компартії України.
У 1970 році закінчив Мигійський радгосп-технікум Одеського сільськогосподарського інституту в селі Мигія Первомайського району Миколаївської області.
20 березня 1971 — 25 березня 1987 року — секретар ЦК КП України з питань торгівлі, куратор київського «Динамо». У 1975 році разом з першим заступником голови Держплану УРСР Віталієм Масолом представляв Україну на Всесоюзному семінарі з виробництва товарів народного споживання, що проходив в Свердловську. В кінці 1985 року розглядався як кандидат на призначення послом на Кубу, відмовився за станом здоров'я. Здійснював контроль за виконанням постанови ЦК КПРС про посилення боротьби з пияцтвом та алкоголізмом (1985) по лінії ЦК Компартії України. Керував українською групою з надання допомоги постраждалим в катастрофі під Новоросійськом круїзного пароплава «Адмірал Нахімов» (осінь 1986 р.).
З березня 1987 по квітень 1990 року — 1-й секретар Львівського обласного комітету КП України. Потім — на пенсії в місті Києві.

Могила Якова Погребняка

Помер в Києві 18 травня 2016 року. Похований на Байковому кладовищі (ділянка № 30).

## Громадська діяльність
Голова товариства «Україна—Польща». Член міжнародної громадської організації «Асоціація Донеччина», Київ. Член Миколаївського земляцтва в Києві.

## Нагороди та відзнаки
- орден «За заслуги» ІІ ступеня (2012).[2]
- орден «За заслуги» III ступеня
- два ордени Леніна
- два ордени Трудового Червоного Прапора (.06.1966)
- Орден Жовтневої Революції (5.04.1978)
- Орден «Знак Пошани»
- Почесна грамота Верховної Ради України